# Phyllis Stanley

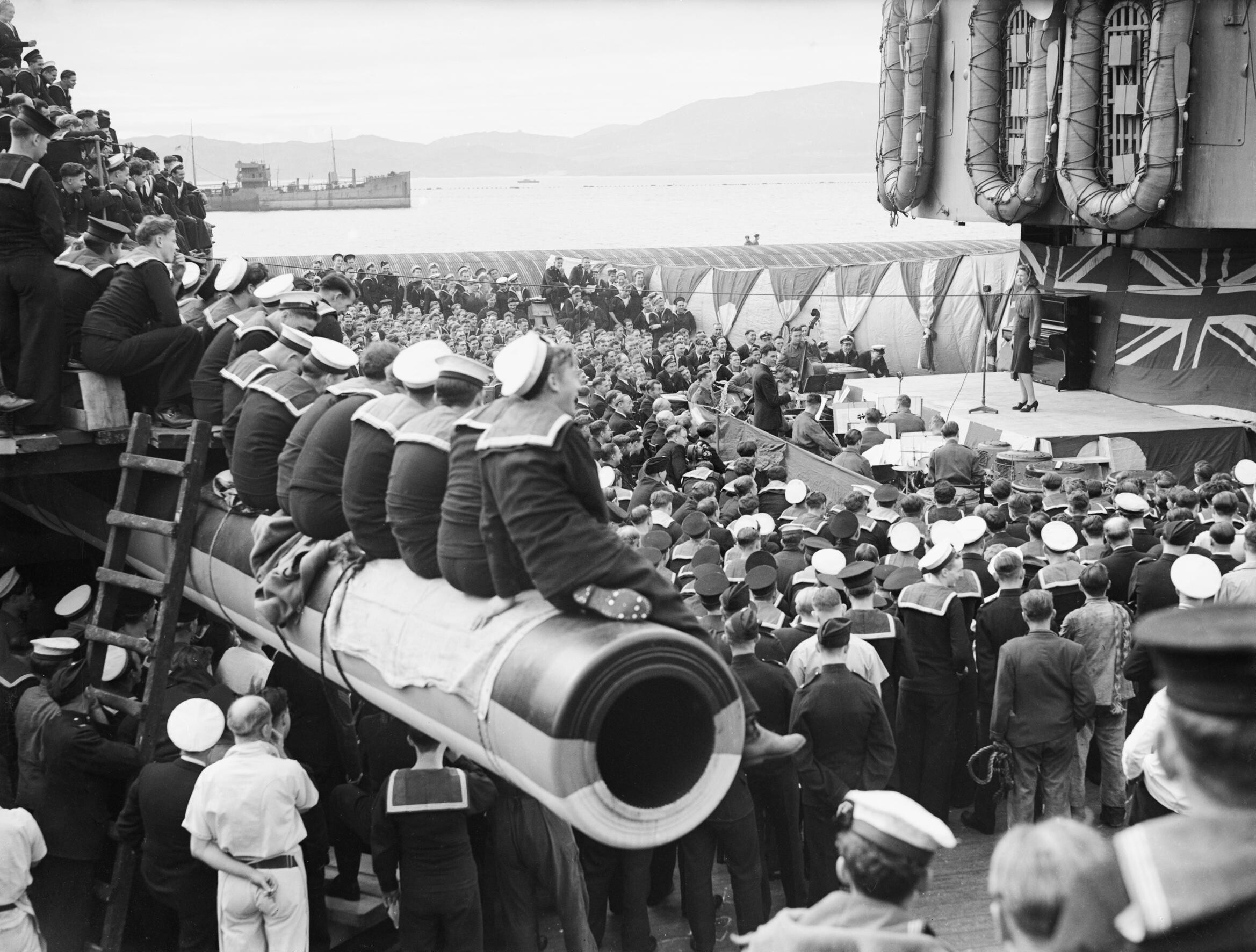
Phyllis Santley realizando um show, em 7 de janeiro de 1943.

Phyllis Stanley (30 de outubro de 1914 – 12 de março de 1992) foi uma atriz britânica.

## Filmografia selecionada
- Too Many Millions (1934)
- Command Performance (1937)
- Sidewalks of London (1937)
- There Ain't No Justice (1939)
- Jeannie (1941)
- The Law and the Lady (1951)
- Take Me to Town (1953)
- The Black Sleep (1956)